# Zonophora nobilis
Zonophora nobilis är en trollsländeart som beskrevs av Belle 1983. Zonophora nobilis ingår i släktet Zonophora och familjen flodtrollsländor. Inga underarter finns listade i Catalogue of Life.